# Ajat Ajirov
Ajat Ajirov (8 de mayo de 1970) es un deportista kazajo que compitió en judo. Ganó dos medallas en el Campeonato Asiático de Judo en los años 1995 y 1996.

## Palmarés internacional
| Campeonato Asiático | Campeonato Asiático          | Campeonato Asiático | Campeonato Asiático |
| Año                 | Lugar                        | Medalla             | Categoría           |
| ------------------- | ---------------------------- | ------------------- | ------------------- |
| 1995                | Nueva Delhi (India)          | Medalla de bronce   | –71 kg              |
| 1996                | Ciudad Ho Chi Minh (Vietnam) | Medalla de plata    | –71 kg              |